# Raccordo ferroviario di Torre Annunziata
Il raccordo di Torre Annunziata è una linea ferroviaria che collega la stazione di Torre Annunziata Centrale con la stazione di Torre Annunziata Marittima. La linea non è stata mai soppressa ufficialmente, ma non è più utilizzata dalla fine degli anni ottanta. Non è stato mai utilizzato per il trasporto dei passeggeri.

## Storia
Fu inaugurato il 15 aprile 1886. Il raccordo smaltiva l'intenso traffico merci che arrivavano via mare nel porto di Torre Annunziata. Fu utilizzato senza interruzioni fino agli anni sessanta; poi, con l'avvento del trasporto su gomma, il traffico ferroviario andò scemando, fino a cessare del tutto verso la fine degli anni ottanta. In seguito, a circa metà raccordo, fu installata una diramazione che consentiva il trasporto dei convogli nella vicina officina delle Ferrovie dello Stato, elettrificata dalla stazione di Torre Annunziata Centrale fino all'officina. Precedentemente i trasporti venivano effettuati con degli automotori. Negli anni novanta il raccordo venne utilizzato come parcheggio di materiale rotabile, da avviare alle OGR di S. Maria la Bruna per le bonifiche dall'amianto. Con i lavori di ristrutturazione del molo di levante del porto di Torre Annunziata, alla fine degli anni novanta furono rimossi alcuni binari che raggiungevano tale sito. Verso il 1999, a seguito di numerose denunce, il raccordo fu bonificato dai residui di amianto accumulatisi negli anni e che ammontavano a circa 3.600 tonnellate. Da allora è in uno stato di totale abbandono ed utilizzato solo per le manovre da e per la stazione di Torre Annunziata Centrale.

## Caratteristiche
| Continuation backward |

| Station on track |

| Unknown route-map component "BS2c1" | Unknown route-map component "BS2+r" |

|  | Unknown route-map component "exKDSTa" | Unknown route-map component "eABZg+l" | Unknown route-map component "exCONTfq" |

| Unknown route-map component "exKDSTaq" | Unknown route-map component "exABZgr" | Straight track |  |

| Unknown route-map component "BS2l" | Unknown route-map component "BS2r" |

| Station on track |

| Unknown route-map component "CONTgq" | Unknown route-map component "ABZgr" |  |

| Continuation forward |

La linea ha una lunghezza di 1,475 Km, a scartamento ordinario di 1435 mm.

### Percorso
La linea ha origine tramite una diramazione della ferrovia Napoli-Salerno in direzione Napoli nei pressi della stazione di Torre Annunziata Centrale prima della stazione di Torre Annunziata Città. Al km 1+000 circa presenta una diramazione in direzione Salerno che ha come destinazione un'officina di riparazione FS. Superata la diramazione, il raccordo ha termine nella stazione di Torre Annunziata Marittima, nei pressi del porto di Torre Annunziata.